# شاشة بلازما

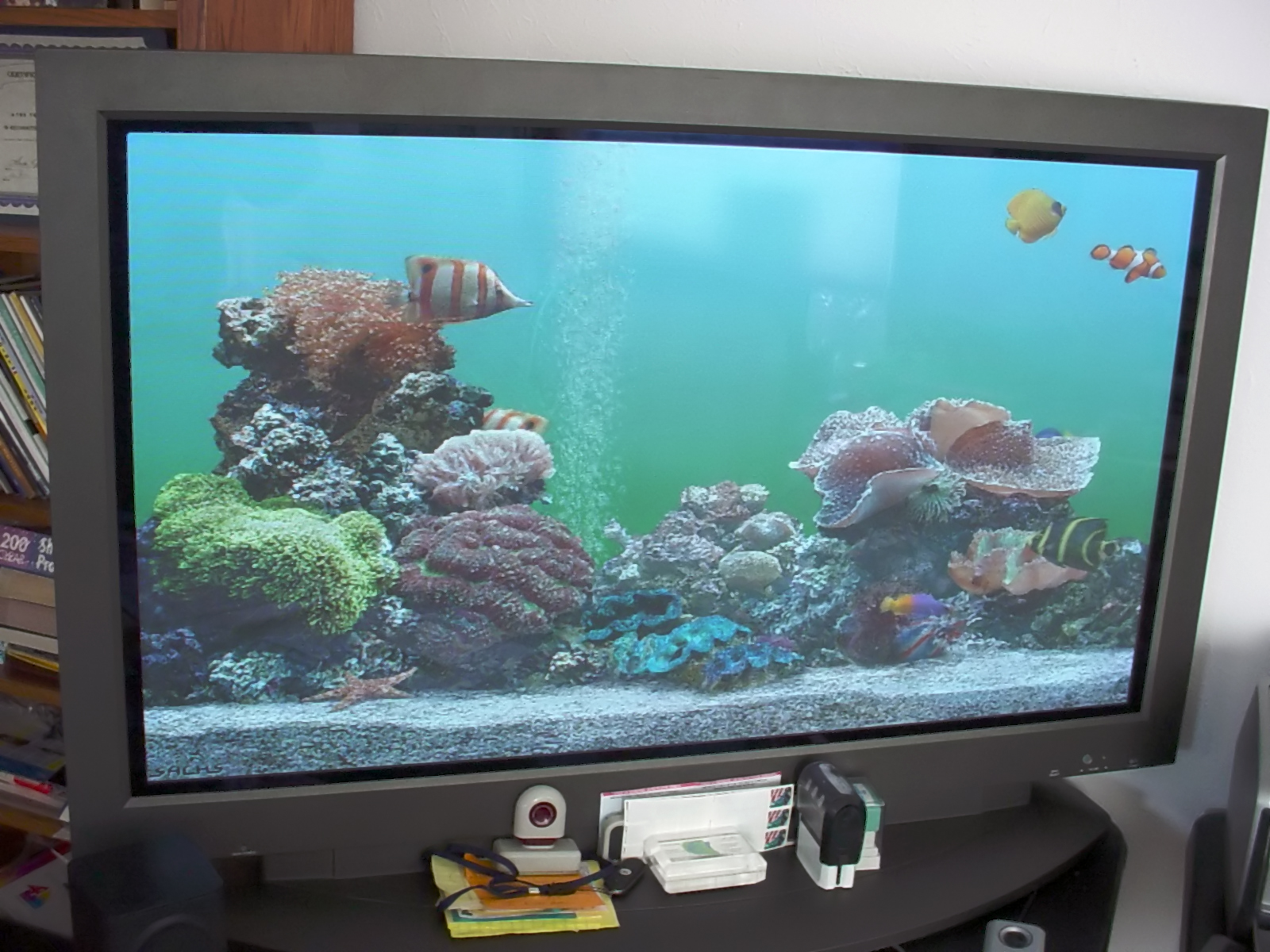
شاشة بلازما

شاشة عرض البلازما (بالإنجليزية: PDP - Plasma Display Panel)‏ يعود إلى العام 1964 في جامعة إلينوي الأمريكية، ولم تكن الفكرة أكثر من شاشة مكونة من نقطة ضوء. تم منذ ذلك الوقت وحتى نهاية الستينيات العمل على تطوير شاشة متكاملة من نقط الضوء هذه. وهذه الشاشة كانت صغيرة وتعطي صورا غير واضحة وكانت فكرة الحصول على شاشة مسطحة وكبيرة وذات جودة عالية في ذلك الوقت كمشهد من الخيال العلمي، ولكن مع تطور العالم الرقمي تم الوصول إلى شاشات عالية الجودة وتغطي مساحة كبيرة، وتم حديثا تطوير شاشات تلفازية من نوع اخر تسمى شاشات الهيولى plasma flat panel display وهذه الشاشات يمكن ان يصل عرضها إلى 60 أنج (بوصة) أو أكثر وسمكها لا يزيد عن 15 سنتيمتر أو17 سنتيمتر، ويمكن تعليقها على الجدران كالصورة، هذا بالإضافة إلى العديد من المزايا والخصائص التي تعطي رفاهية ومتعة مشاهدة أكثر من التلفاز الأعتيادي.
وللتعرف أكثر على فكرة عمل هذه الشاشات التي بدأت تنتشر بكثرة يجب أولاً أن نلقى بعض الضوء على فكرة عمل الشاشات التقليدية. فمنذ أكثر من 70 عاماً اعتمدت أجهزة التلفاز على شاشات الكاثود Cathod ray tube. حيث تتكون شاشات الكاثود من مدفع إلكتروني في انبوبة مفرغة وتنطلق الالكترونات المعجلة باتجاه شاشة فسفورية، وباستخدام مجالين كهربيين متعامدين حيث يمكن مسح الشعاع الإلكتروني على الشاشة بمعدل يصل إلى 25 مرة في الثانية، تعمل الالكترونات عند سقوطها على ذرات الفسفور المكونة للشاشة على اثارتها مما تجعلها تعطي ضوء لتتخلص من اثارتها. وهذا الضوء المنبعث من تلك العناصر الضوئية (ذرات الفسفور) تكون الصورة التي نشاهدها. هذه الصورة التي نحصل عليها من شاشات الكاثود هي صورة واضحة ومقبولة، ولكن حجم الشاشة كبير مما يعني عمق كبير لجهاز التلفاز ويصبح الجهاز ثقيل ويشغل حيزا كبيرا من الغرفة الموجود بها.

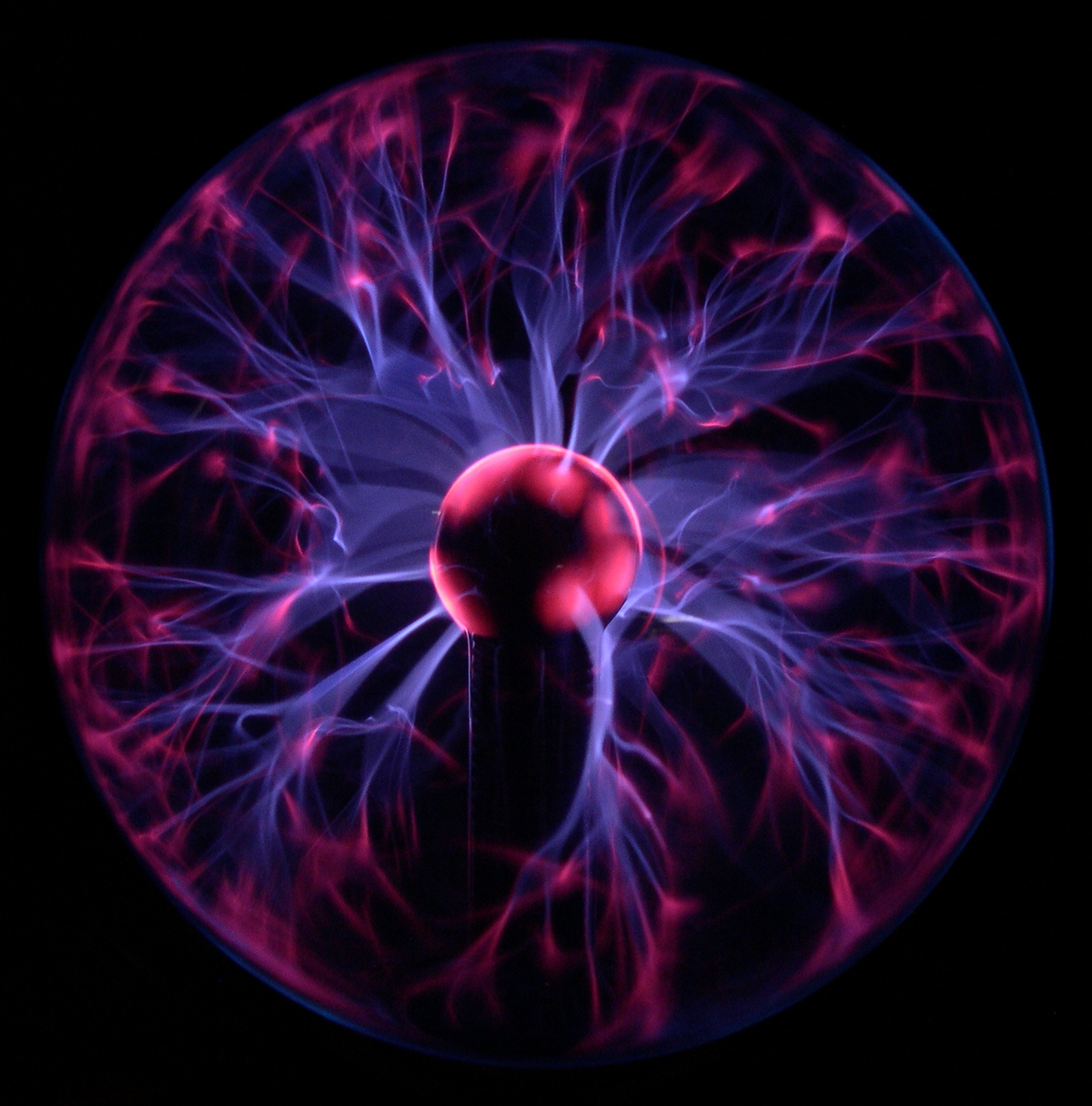
الغازات الأيونية هي التي تقتصر بالتفاعل عبر ملايين الخلايا الصغيرة لتشكل لنا صورة مرئية عبر المرآة البلازمية

## ماهي الهيولى؟
نعلم ان شاشات الكاثود في التلفاز الملون تعمل من خلال تقسيم الشاشة إلى مربعات صغيرة تسمى البكسل pixel وهو عنصر الصورة ويكون هناك ثلاثة بيكسلات لكل من الألوان الأساسية وهي الأحمر والأصفر والأزرق وتكون موزعة على مساحة الشاشة وعند اصطدام الألكترونات بأي من هذه البكسلات تعطي ضوء بلون البكسل وهذا يكون الصورة.
تعمل شاشات الهيولى بنفس الآلية حيث يتكون كل بكسل من ثلاث ألوان (الأحمر والأصفر والأزرق) ولكن لا يوجد الشعاع الإلكتروني ولا يوجد الشاشة الفوسفورية انما يتم توليد هذه الألوان الثلاثة في كل بكسل من خلال fluorescent lights ضوء فلورسنت ومن خلال التحكم ودرجة شدة كل ضوء فلورسنت ينتج اللون المطلوب وهذا يحدث على كل بكسلات الشاشة وعندها تتكون الصورة الكاملة.
يتم توليد ضوء الفلورسنت من خلال الهيولى، والهيولى هو غاز متأين حيث تكون الذرات الغازية منزوعة منها ألكتروناتها ويصبح الغاز مكون من آيونات موجبة الشحنة وألكترونات سالبة الشحنة. وبالطبع هذا الغاز (الهيولى) يحدث في ظروف خاصة مثل أن يكون الغاز داخل مجال كهربي كبير ناتج عن فرق جهد عالي مما يؤدي إلى انجذاب الألكترونات إلى الطرف الموجب والآيونات إلى الطرف السالب فتصطدم الألكترونات مع الآيونات فيؤدي ذلك إلى اثارة ذرات الغاز في الهيولى، وينتج عن هذه الاثارة تحرر طاقة في صورة فوتونات ضوئية كما هو الحال في مصابيح الفلوريسنت التي نستخدمها للإنارة.
يتم في شاشات الهيولى استخدام غاز مكون من ذرات النيون وذرات الزينون وعند اثارة الغاز بالطريقة الآنفة الذكر نحصل على فوتونات في مدى التردد فوق البنفسجي لا ترى بالعين المجردة ولكن هذه الفوتونات تستخدم للاثارة للحصول على فوتونات بتردد في المدى المرئي للعين البشرية.

## نظرة أعمق في فكرة عمل شاشات الهيولى
تتوزع ذرات النيون وذرات الزينون على آلاف الخلايا المحصورة بين لوحين من الزجاج المنطقة رقم (2) و(6) الموضحة في الشكل. ويتصل باللوح الزجاجي الأمامي (2) ألكترود يسمى ألكترود العرض Display Electrode ويتصل باللوح الزجاجي الخلفي (6)ألكترود العنونة Address Electrode. وبالتالي تصبح كل خلية ضوئية (تحتوي على ذرات من غاز النيون والزينون) محاطة بألكترود العرض من الأمام وألكترود العنونة (عنوان) من الخلف.
تحيط مادة عازلة غير موصلة للكهرباء dielectric material ألكترود العرض ومغطاة بطبقة واقية من أكسيد الماغنيسيوم لتكون بين الخلية الضوئية ولوح الزجاج الأمامي.
كما هو موضح في الشكل المقابل حيث اللون الأصفر للألكترود الأمامي والخلفي والخلايا الضوئية الموضحة باللون الأزرق ويوجد بجانبها خلية ضوئية خضراء وأخرى حمراء، كذلك موضح الطبقة الواقية الشفافة من MgO.
بنظرة شمولية أكثر نلاحظ في الشكل التالي كيف تترتب الخلايا الضوئية على مساحة الشاشة وتقسم الشاشة إلى وحدات صغيرة تسمى عناصر الصورة وتدعى بكسل وكل بكسل عبارة عن ثلاثة خلايا ضوئية للألوان الأحمر والأخضر والأزرق. ونلاحظ أيضا أشرطة الألكترود (اللون الأصفر) بحيث تكون مرتبة في صفوف متوازية ويكون ألكترود العنونة ممدد على طول الخلايا الضوئية ذات اللون الواحد ويكون ألكترود العرض ممددا على طول البكسل. وهذا يكون على طول وعرض الشاشة مما يشكل في النهاية شبكة من الألكترود.